# Раабе, Теллеф
Теллеф Сольбакк Раабе (род. 25 января 1991) — норвежский автор-исполнитель из Олесунна. Он старший брат певицы Сигрид.
Раабе выпустил дебютный альбом "idiographic" в Норвегии на лейбле Riot Factory в 2016 году и на международном уровне на лейбле Shape Recordings в 2017 году. Песня "flying on the ground" (2016) часто звучала по радио, особенно в Норвегии, Германии и Турции.
Теллеф Раабе также сочинял музыку для театральных представлений и фильмов.
Раабе защитил докторскую диссертацию по медиаобразованию в Кембриджском университете в Англии, где он пишет о норвежских газетах Finansieringsmodeller. Раабе - обозреватель в Bransjeavisen Medier24.

## Дискография
- idiographiX (ремиксы)
- 2017 anna remixed (ремиксы)
- idiographic
- idiographic (только для Норвегии)
- gymnopaedia (EP)
- 2015 dear Aphrodite / bedroom lights (сингл)
- 2014 å sove med øynene åpne
- 2014 of Smith's friends (EP)
- 2013 kindred (EP)
- 2012 stranger than the rest (EP)